# Pseudomenyllus granulipennis
Pseudomenyllus granulipennis là một loài bọ cánh cứng trong họ Cerambycidae.